# Gorillaz
Gorillaz é uma banda virtual britânica criada no ano de 1998 pelo vocalista e líder do Blur, Damon Albarn, e pelo cartunista Jamie Hewlett, cocriador da história em quadrinhos Tank Girl. A banda é composta por quatro membros animados: 2-D, Murdoc, Noodle e Russel. A música do grupo é resultado da colaboração entre vários outros músicos, sendo Damon Albarn o único membro permanente. Seu estilo musical normalmente é classificado como rock alternativo, embora haja muita influência do britpop, dub e da eletrônica.
O primeiro álbum da banda, Gorillaz, vendeu mais de 7 milhões de cópias e a banda entrou para o Guinness World Records como a Banda Virtual de Mais Sucesso. O segundo álbum da banda, Demon Days, foi certificado com seis discos de platina no Reino Unido e dupla platina nos Estados Unidos. A banda recebeu 4 indicações para o Grammy Awards em 2006, e venceu uma delas na categoria "Melhor Colaboração Pop com Vocais". No mesmo ano, a banda fez um parceria com a cantora Madonna na festa do Grammy Awards. As músicas escolhidas para a parceria foram "Hung Up", um sucesso do álbum Confessions on a Dance Floor, da própria Madonna e "Feel Good Inc.", sucesso do segundo disco do Gorillaz, Demon Days. 
A banda britânica teve bastante influência nos anos 2000, chegando a ter seus videoclipes exibidos em canais como a MTV e a Cartoon Network, neste ultimo sendo exibido através do bloco Toonami, em novembro de 2001.
Atualmente, a banda possui aproximadamente 15 milhões de discos vendidos em todo o mundo.

## Integrantes

### Atuais
- Stuart "2-D" Pot - vocal, teclado, escaleta, guitarra rítmica, violão e piano (1998 - presente)
- Murdoc Niccals (fundador da banda) - baixo e caixa de ritmos (1998 - 2018, 2018 - presente)
- Russel Hobbs - bateria e percussão (1998 - 2006, 2010 - presente)
- Noodle - guitarra solo, violão, teclado, escaleta e vocal de apoio (2000 - 2006, 2010 - presente)

### Anteriores
- Paula Cracker - guitarra solo (1998-2000)
- Del, The Ghost Rapper - vocal de apoio, rap (2001-2007, 2017-presente)
- Cyborg Noodle - guitarra solo (2010)
- Ace - Baixo (2018)

## Performance não virtual

### Membros principais
- Damon Albarn - Vocal, sintetizador, baixo, escaleta e piano
- Jamie Hewlett - Ilustrações

### Membros secundários
- Mike Smith - Teclados (2001-presente)
- Karl Van Den Bossche - Bateria e Percussão (2005-2006 e 2017-presente)
- Jeff Wootton - Guitarra Solo e Base (2010-presente)
- Seye Adelekan - Baixo (2017-presente)
- Femi Koleoso - Bateria (2020-presente)
- Remi Kabaka Jr. - Percussão (2020-presente)

### Antigos Membros
- Cass Browne - Bateria (2001-2010)
- Darren Galea - Toca-discos (2001-2006)
- Junior Dan - Baixo (2001-2002)
- Simon Katz - Guitarra Solo (2001-2002)
- William Lyonell - Guitarra Base (2001-2005)
- Roberto Occhipinti - Baixo (2002)
- Morgan Nicholls - Baixo (2005-2006)
- Simon Jones - Guitarra Base (2005-2006)
- Simon Tong - Guitarra Solo (2005-2010)
- Gabriel Wallace - Bateria (2010-2018)
- Jesse Hackett - Teclados (2010-2022)
- Mick Jones - Guitarra Base (2010)
- Paul Simonon - Baixo (2010)

## História fictícia
Damon Albarn e Jamie Hewlett durante várias entrevistas, documentários, extras e através do livro "Rise of the Ogre" contaram a história fictícia do Gorillaz e de seus integrantes, separando-a em fases e cada fase correspondendo a um CD. A história do Gorillaz está envolvida com os mistérios através do Kong Studios, comprado por Murdoc e que recebe o nome de seu construtor. O edifício tem mais de 50 salas, um estúdio de gravação, um cinema, vários banheiros e portas secretas.

### Fase Um: Celebrity Takedown (1998-2003)
Corresponde ao período em que Murdoc Niccals atingiu Stuart Pot (também conhecido como 2-D, Stu-Pot ou Pot) na cabeça, fazendo ele possuir hifema no olho direito e adquirindo paralisia cerebral. Murdoc foi sentenciado a trabalhos comunitários e cuidar de 2-D durante 10 horas semanais. Em um sábado, Murdoc estava com 2-D em seu automóvel. O baixista queria impressionar algumas garotas no local e uma delas levantou sua blusa, fazendo Murdoc não prestar atenção no caminho e que acabou batendo em um 'pilar', jogando 2-D contra o vidro para o chão e fazendo o seu olho esquerdo também ficar fraturado, mas o fez "acordar" de seu estado vegetativo. Com 2-D consciente e ativo, Murdoc acabou descobrindo em 2-D um grande talento para a música. Em seguida, Murdoc encontrou Russel Hobbs, um norte-americano que viu todos os seus amigos morrerem em uma briga de gangues no Brooklyn. Murdoc inicialmente o raptou, pois Russel nem estava reagindo a qualquer coisa devido ao medo. Porém ainda faltava um guitarrista, que era a namorada de 2-D, Paula Cracker. Ela havia o conhecido quando foi em sua loja à procura de alguma guitarra, e ficou sabendo quando ele se recuperou do acidente, então procurou 2-D novamente e começaram a sair, por saber que ele e Murdoc estavam tentando formar uma banda. Ela obviamente o quis para apenas entrar na banda, pois ela foi pega com Murdoc no banheiro por Russel e como um ato de grande deslealdade vindo de Murdoc, Russel quebrou o nariz de Murdoc mais de cinco vezes, dando-nos o total de oito fraturas que ele possui hoje. E acabou resultando na saída dela da banda. No dia seguinte ao anúncio, o grupo recebeu na porta do Kong Studios uma caixa enviada do Japão via Fedex e de dentro dela saiu uma pequena japonesa, com amnésia que só sabia falar: "Noodle". Foi batizada de Noodle e se tornou a guitarrista do grupo e esse foi o início do Gorillaz. Depois do sucesso repentino, o grupo se separou devido os integrantes quererem um tempo para "respirar". Boatos surgiram de que eles estavam gravando um filme, mas Murdoc brigou com todos os diretores e não deu certo. Nesse meio tempo, muitos mistérios começaram a rondar o Kong Studios, como aparição de fantasmas e demônios ao seu redor.

### Fase Dois: Slowboat To Hades (2004-2008)
Depois de reabrir o Kong Studios com a promessa de um novo CD, a banda percebeu que o estúdio estava muito diferente. Noodle foi para o Japão descobrir mais sobre o seu passado sobre uma ilha flutuante chamada "El Mañana". Noodle descobre que era uma experiência do exército japonês e começou a ser perseguida. Noodle foi a primeira a retornar para Kong Studios, logo depois chegaram 2-D e Murdoc. Por último, foi Russel. Ela havia passado seis meses limpando o local de todos os loucos que estavam por lá e com isso compôs grande parte do álbum sozinha antes de chamar os outros integrantes, com toques inspirados pela atmosfera mais "para baixo" que cercava o Kong Studios, o motivo dessa atmosfera só é descoberto depois, quando a banda descobre que existe um buraco para outra dimensão no interior do prédio do Kong Studios. Depois do lançamento do CD e algumas turnês, o grupo retorna ao Kong Studios que está cada vez mais estranho. Na história dos clipes, após Feel Good Inc., começa El Mañana, onde Noodle estava viajando para tirar umas férias ou só um tempo da banda (secretamente), mas foi encontrada pelo governo Japonês e atacada até o moinho cair. Todos concluíram que Noodle estava morta, depois de muita procura nos escombros. 2-D e Russel entraram em profunda depressão, porém nunca souberam que Noodle estava bem e relaxando nas Ilhas Maldivas, e apenas Murdoc sabia disso, pois havia combinado com a garota: "Você me dá um belo clipe, e eu te dou sua invisibilidade". Foi bom, pois o governo também achou que ela havia morrido, e é possível que ela também tenha autorizado Murdoc de criar uma robô para tomar seu lugar por um tempo. O grande susto dos fãs foi motivo de alegria alguns anos depois.

### Fase Três: Escape to the Plastic Beach (2009-2010)
Durante uma viagem para fugir de piratas que o perseguiam por vendê-los armas defeituosas, Murdoc acabou achando um ponto no meio do oceano Pacífico, a Plastic Beach (Praia de Plástico em português, ou "Point Nemo, New Man's Land" como é chamada por Murdoc), onde se reúnem todos os dejetos lançados pelos humanos, o que tornou o mar limpo por completo. Após transformar o local numa construção gigantesca, implantar lá um estúdio de gravação e decidido a fazer um novo álbum, Murdoc faz um contrato com um cara chamado "BoogieMan" (bicho-papão) que sequestrou 2D e o levou para a ilha, o trancando num quarto submerso. Com uma amostra do DNA de Noodle cria a Cyborg-Noodle, uma versão falsificada, porém com mesmas habilidades da real Noodle e que, além de guitarrista, serviria como guarda costas de Murdoc. Sem Russel, que estava sumido, eles aceitam ajuda de pessoas, como Damon Albarn e metade do The Clash, eles gravaram o CD "Plastic Beach", mas são traídos por Damon Albarn e sua trupe, que acabaram monopolizando todos os shows, fazendo Murdoc ficar muito nervoso. Após isso, Murdoc decidiu voltar até Plastic Beach, achar Russel, gravar mais um CD e voltar ao sucesso, acabando com Damon Albarn e sua trupe. Nisso, Murdoc roubou o carro de Bruce Willis e nem notou que estava sendo perseguido por BoogieMan, querendo que Murdoc cumprisse a parte dele do acordo. Russel ficou sabendo do retorno do Gorillaz e decidiu nadar até a Plastic Beach, mas no meio de percurso ele engole muita água radioativa do Pacífico, que está muito infectada e ficou gigante. No meio do oceano, Russel encontrou Noodle, boiando em um bote salva-vidas, depois de ter seu navio destruído. Juntos eles vão para a Plastic Beach. Mas em um dia, a Plastic Beach foi atacada por Damon Albarn e sua trupe e por piratas, que foram criados por BoogieMan para acabar com Murdoc. Contudo, no meio da batalha entram Noodle e Russel para colocar um ponto final nessa história, como visto na Storyboard de Rhinestone Eyes. 2-D estava prestes a ser atacado pela baleia gigante que Murdoc 'contratou' para assustá-lo e mantê-lo no quarto.

### História Não-Canônica: Do Ya Thing (2012)
Após Noodle e Russel salvarem 2-D do quarto submerso e da baleia, os três foram procurar Murdoc, e descobriram que ele estava no apartamento de Jamie Hewlett, onde fazia seus rádios. Moram no AP em Londres, Wobbly street, ou moravam. No clipe de Do Ya Thing é revelado que 2-D está tendo uma vida medíocre, Noodle aparentemente o faz bem. Murdoc está estressado de ter sido encontrado e ter que dividir espaço com 2-D e BoogieMan, que por algum motivo aparece sentado no sofá da sala de estar deles, sem causar confusões maiores. Russel ainda está gigante e dorme no telhado do prédio deles, que tem a "El Mañana" ancorada. No final do clipe de Do Ya Thing, 2-D recebe uma notificação de despejo, deixando o destino do Gorillaz incerto para o futuro.

## Hiato (2012-2014)
Em abril de 2012, Albarn disse ao The Guardian que projetos futuros seriam improváveis. Houve uma tensão entre ele e Hewlett durante a fase 3. No entanto, em uma entrevista com o The Independent, Hewlett disse que ele e Damon possuíam muitos projetos individuais e que era mais apropriado trabalharem separadamente.
No dia 25 de abril de 2012, em uma entrevista com a Metro, Albarn disse que ele resolveu suas diferenças com Hewlett, e que estava confiante de que poderiam fazer outra gravação. Em junho de 2013, Hewlett constatou que ele e Albarn planejavam um trabalho para dar continuidade ao álbum Plastic Beach. Hewlett também confirmou que um novo álbum do Blur estava sendo arquitetado, e que Gorillaz não retornaria até que o disco do Blur fosse finalizado.
Em junho de 2014, Albarn (que estava em turnê) disse que estava “escrevendo bastantes músicas na estrada para o Gorillaz”. Em outubro do mesmo ano, ele disse ao Sydney Morning Herald que estava planejando liberar novos conteúdos do Gorillaz em 2016.

## O Retorno
Em janeiro de 2015, Hewlett, após postar alguns desenhos dos membros do Gorillaz, confirmou o retorno da banda pelo Instagram, com um novo álbum sendo prometido para o ano seguinte. O retorno, porém, foi adiado para 2017.
As sessões de gravação do quinto álbum de estúdio da banda, Humanz, começaram no final de 2015 e continuaram até 2016, acontecendo em Londres, Nova York, Paris e Jamaica. Albarn convocou o produtor americano de hip-hop e house Anthony Khan, conhecido pelo nome artístico de Twilite Tone, para co-produzir o álbum. Albarn escolheu Khan em uma lista de possíveis produtores compilada pela Parlophone, a gravadora da banda, depois que Albarn e Khan conversaram via Skype. Humanz também foi co-produzido por Remi Kabaka Jr., um amigo de Albarn que trabalhou com ele na organização musical sem fins lucrativos Africa Express e também foi dublador do membro da banda virtual Gorillaz, Russel Hobbs, desde 2000. Ao conceituar do álbum, Albarn e Khan imaginaram Humanz como sendo a trilha sonora de "uma festa para o fim do mundo", com Albarn imaginando especificamente um futuro em que Donald Trump vencesse as eleições presidenciais dos EUA em 2016 como contexto para a narrativa do álbum (Trump se tornando presidente ainda era considerado um evento improvável no momento da gravação), explicando: "Vamos usar isso como uma espécie de fantasia sombria para este álbum, vamos imaginar a noite em que Donald Trump vencerá as eleições e como todos nós nos sentiremos naquela noite." Khan afirmou que "A ideia de Donald Trump ser presidente nos permitiu criar uma narrativa juntos. Sugeri que o álbum fosse sobre alegria, dor e urgência. Esse seria o nosso estado de espírito antes mesmo de tocarmos em um teclado ou MPC . Principalmente na música americana, ouso dizer música negra, existe uma forma de comunicar alegria que ao mesmo tempo permite sentir a luta que a pessoa passou E a urgência está aí porque algo precisa ser feito. o mantra eu queria misturar Damon, um britânico, com a alegria, a dor e a luta que a música afro-americana pode expressar." Humanz novamente contou com um grande elenco de artistas destacados, incluindo Popcaan, Vince Staples, DRAM, Jehnny Beth, Pusha T, Peven Everett, Danny Brown, Grace Jones e Mavis Staples, entre outros. A primeira faixa do álbum lançada publicamente foi "Hallelujah Money" com Benjamin Clementine, lançada em 20 de janeiro de 2017 com um vídeo com Clementine. Embora não seja um single oficial, Albarn explicou que a banda optou por lançar a faixa no dia da posse de Trump porque "era para ser algo cantado na inauguração imaginária de Donald Trump, que acabou sendo a verdadeira inauguração de Donald Trump". , então lançamos porque imaginamos que isso aconteceria e aconteceu."
Em 23 de março de 2017, a banda liberou a tracklist do seu então mais novo álbum intitulado Humanz e 4 faixas do mesmo, sendo elas Ascension, Saturnz Barz, We Got The Power e Andromeda. O álbum é repleto de participações, entre eles Grace Jones, Benjamin Clementine, Popcaan e De La Soul. O álbum foi lançado oficialmente em 28 de abril de 2017.  Apresentando uma "sensibilidade urbana de hip-hop/R&B de som moderno", o álbum estreou em segundo lugar nas paradas de álbuns do Reino Unido e na Billboard 200 dos EUA. Humanz recebeu críticas geralmente positivas dos críticos, embora tenha recebido algumas críticas dos fãs. e críticos pelo que foi percebido como uma presença diminuída de Albarn em contraste com a abundância de artistas destacados. O álbum foi lançado nas edições standard e deluxe, com a edição deluxe apresentando 6 faixas bônus adicionais e foi promovido pelo single principal "Saturnz Barz" com Popcaan e o single posterior "Strobelite" com Peven Everett. O videoclipe dirigido por Hewlett para "Saturnz Barz" fez uso do formato de vídeo de 360 graus do YouTube e custou US$ 800 mil para ser criado.
Um ano depois, em 29 de junho de 2018, a banda lançou The Now Now, seu sexto álbum de estúdio, pertencente a uma nova fase do grupo. Com o anúncio do álbum, a banda também apresentou um novo membro fictício da banda: Ace Gangrena, da série animada do Cartoon Network, The Powerpuff Girls. Na história, Ace é um substituto temporário de Murdoc, que foi preso.

## DocumentárioReject False Icons
No dia 21 de novembro de 2019, foi anunciada a exibição de um filme-documentário sobre a banda, intitulado Reject False Icons. Ele foi exibido em sessões únicas em cinemas ao redor do mundo no dia 16 de dezembro de 2019, e mostra a banda em estúdio durante as gravações dos álbuns Humanz e The Now Now, e em apresentações durante as turnês de ambos os álbuns. No Brasil, o filme foi exibido nas salas da rede UCI em capitais como São Paulo, Rio de Janeiro, Curitiba, Belém, Fortaleza, Recife e Salvador, além das cidades de Ribeirão Preto (São Paulo), Juiz de Fora (Minas Gerais) e Canoas (Rio Grande do Sul). Em Portugal, o documentário foi mostrado pela mesma rede nas cidades de Lisboa e Vila Nova de Gaia.

## ProjetoSong Machine(2020-2021)
No dia 28 de janeiro de 2020, a banda divulgou o lançamento do projeto Song Machine, que consiste em lançamento de músicas que representam cada uma um episódio diferente do projeto. Em 9 de setembro de 2020, foi anunciado o lançamento do primeiro álbum que compõe o projeto, denominado Song Machine, Season One: Strange Timez, que foi lançado em 23 de outubro do mesmo ano.

## Cracker Island(2022-2023)
Em 31 de agosto de 2022, a banda anunciou o lançamento de um novo álbum, intitulado Cracker Island, além de ter lançado, no mesmo dia, o single "New Gold", com participações de Tame Impala e Bootie Brown, sendo esse o segundo single do álbum, após o lançamento da faixa-título, com a participação do músico norte-americano Thundercat, poucos meses antes. Juntamente com o anúncio do álbum, foi liberada a tracklist do mesmo, que conta com a participação, além dos músicos anteriormente citados, de artistas como Stevie Nicks do Fleetwood Mac, Bad Bunny e Beck, que já havia colaborado no álbum anterior do Gorillaz, Song Machine, Season One: Strange Timez. O novo trabalho do grupo foi lançado em 24 de fevereiro de 2023.

## Filme naNetflix
Em novembro de 2021, Damon Albarn anunciou que um longa-metragem sobre o Gorillaz estava em andamento e seria exibido na Netflix. De acordo com ele em uma entrevista a Zane Lowe na estação de rádio Apple Music 1: "Nós temos uma sessão de roteiro em Malibu nesta tarde. É bem empolgante fazer isso. É algo que a gente queria fazer há bastante tempo. Vem passando por tantas encarnações…isso do Gorillaz fazendo um filme. Mas Netflix, eu não sei. Quero dizer, sem contar que eles dominam o mercado agora, digo – é apenas extraordinário ver como eles são onipresentes. Eles parecem ser um time bastante criativo, entende? Eu vejo muitas pessoas fazendo vídeos animados esses dias, mas eu não acho que eles consigam atingir nosso nível de qualidade." Porém, em fevereiro de 2023, o vocalista da banda anunciou o cancelamento da série em uma entrevista ao portal belga HUMO. De acordo com Damon: "A plataforma de streaming para a qual estávamos fazendo o filme se retirou" ..."Eles começaram a entrar em pânico porque estavam produzindo muito conteúdo e decidiram cortar a oferta de filmes. E, como sendo uma prática clássica de Hollywood há décadas, o cara com quem trabalhávamos mudou para outra empresa". Segundo a Pitchfork, o projeto não chegou a avançar muito. Na realidade, ele teria parado no estágio de desenvolvimento do roteiro. Albarn apenas afirmou que desde a saída do "cara", a situação ficou mais difícil. Ainda segundo ele, "Desse momento em diante, você perde seu anjo da guarda. [...] Hollywood é bastante territorial: se um cara novo vem, ele precisa ter e terá uma opinião diferente, mesmo se secretamente concordar com seu predecessor".

## Apresentações ao vivo
Nos shows do álbum de estreia homônimo, o Gorillaz performava as músicas atrás de um telão que mostrava animações com os integrantes virtuais do grupo, de modo que não era possível identificar os músicos reais que atuavam em suas apresentações. Na época, devido a algumas críticas recebidas por isso, Damon Albarn comentou sobre o fato da banda se apresentar nesse formato: "O Gorillaz não é sobre celebridades, ele funciona e tem uma identidade própria. Enquanto o som da pessoa tocando funcionar, não importa com o que ela se pareça". "Mesmo que atrás das cortinas esteja um bando de idosos em cadeiras de rodas, isso é irrelevante", Houve uma pequena mudança a partir de Demon Days, quando o grupo passou a aparecer na frente do palco, porém o mesmo ficava apagado na maior parte, de modo que novamente se tornava difícil identificar os músicos, com exceção dos artistas convidados, que recebiam os holofotes durante as apresentações. Somente a partir de Plastic Beach, em 2010, o Gorillaz passou a se apresentar de uma maneira totalmente convencional, com os músicos reais se apresentando totalmente às vistas do público, acompanhados do telão que agora fica atrás do grupo e exibe os clipes e animações enquanto a banda atua.

### No Brasil
O Gorillaz esteve pela primeira vez no Brasil em 2018, quando realizou um show único no Jockey Club de São Paulo, na capital paulista, no dia 30 de março, que marcou o encerramento da Humanz Tour, iniciada no ano anterior. O grupo voltou ao país em 2022 como headliner da primeira edição do MITA Festival, que foi realizado nas cidades de São Paulo e Rio de Janeiro, com a banda tendo se apresentado em ambas as localidades nos dias 15 e 21 de maio, respectivamente, além de ter feito uma apresentação na Pedreira Paulo Leminski, em Curitiba, no dia 18 de maio, como parte da programação de sideshows do festival.

### Em Portugal
Os Gorillaz já estiveram a se apresentar em Portugal por três ocasiões. A primeira apresentação esteve a ocorrer em julho de 2002, na primeira edição do festival Isle of MTV, no Centro Cultural de Belém, em Lisboa. A segunda veio a se realizar em novembro de 2005, no MTV Europe Music Awards, novamente na capital portuguesa, onde esteve a ser tocada a canção Feel Good Inc. por a banda ter vencido a premiação na categoria de melhor banda. Na ocasião, o show esteve a ocorrer com a utilização de hologramas, já que a formação real estava na Inglaterra a realizar a turnê do então mais recente álbum Demon Days. O grupo esteve a retornar a Portugal em junho de 2022, quando foi atração do NOS Primavera Sound, que veio a se realizar no Porto.

## Influências
Devido à sua diversidade de estilos musicais, o Gorillaz recebeu influências de artistas dos mais variados gêneros ao longo de sua carreira. Entre eles, estão Massive Attack, The Specials, Earth, Wind & Fire, Simple Minds, A Tribe Called Quest, De La Soul, The Human League, The Kinks, Beck, Sonic Youth, etc. Entre os artistas que em algum momento já declararam ter alguma influência do Gorillaz, podem-se destacar Major Lazer, Dethklok, Awolnation, Oliver Tree, Trippie Redd, The Internet, Lupe Fiasco, Billie Eilish e seu irmão Finneas.

## Discografia

### Álbuns de estúdio
- Gorillaz (2001)
- Demon Days (2005)
- Plastic Beach (2010)
- The Fall (2010)
- Humanz (2017)
- The Now Now (2018)
- Song Machine, Season One: Strange Timez (2020)
- Cracker Island (2023)

## Turnês
- Gorillaz Live (2001-2002)
- Demon Days Live (2005-2006)
- Escape to Plastic Beach Tour (2010)
- Humanz Tour (2017-2018)
- The Now Now Tour (2018)
- Gorillaz World Tour (2022)